# СуперБобровы. Народные мстители
«СуперБобро́вы. Наро́дные мсти́тели» — российская малобюджетная комедия режиссёра Дмитрия Дьяченко, продолжение фильма «СуперБобровы». Премьера фильма в России состоялась 20 октября 2018 года.
Съёмки начались в июне 2017 года в Геленджике. Последняя кинороль Владимира Толоконникова.

## Сюжет
Действие начинается в Таиланде, куда в финале предыдущего фильма сбежали ключевые герои. Совсем недавно семейство Бобровых преступило черту закона. После ограбления банка и побега из полиции они решили податься в бега. Выбор Бобровых пал на Таиланд, где их ожидает череда невероятных приключений и опасностей. На новом месте им приходится работать в цирке «Шапито», что им совершенно не нравится. Каждый член семьи мечтает отправиться домой. Несмотря на проблемы с законом, у них всё пошло наперекосяк.
Главные герои постоянно ругаются и не могут найти компромисс. Света мечтает о семье и ребёнке, а Олег категорически против таких смелых решений, считая, что сейчас не самое подходящее время. После очередного скандала Олег, хлопнув дверью, уходит. Когда наутро он возвращается, то обнаруживает, что его невеста и другие родственники уехали в Россию, где, как оказалось, один из осколков того самого метеорита дал сверхспособности не только Бобровым: их также получили Шишкины — Любовь Ивановна, получившая ураганный чих, и её сын Данила, получивший способность управлять электромолниями. Обе семьи живут в их доме, снабжённом только естественным освещением, причём не просто так: несколько лет назад любимая бабушка Данилы умерла от сердечного приступа прямо у входа в его комнату, а он, в то время будучи игроманом, даже не заметил этого. И с тех пор молодой человек ненавидит электричество и считает его корнем всех зол.
Вернувшись в Россию, Олег понимает, что допустил серьёзную ошибку, за которую теперь придётся вымаливать прощение у возлюбленной. Шишкины и Бобровы принимаются бороться со злом, как команда супергероев, которую прозвали «Народные мстители», в частности, заставлять чиновника-коррупционера Виктора Анатольевича Жикина вернуть награбленное электорату. А чуть позже все выясняют, что ночью Данила сорвался и в очередной раз играл в танки. В итоге под давлением матери он в порыве гнева сжигает ноутбук и, буквально обезумев от собственного слабоволия и гнёта вины перед покойной бабушкой, клянётся уничтожить главную городскую электростанцию.
Путём обмана он забирает у Бобровых большую часть их сил и запирает их в подвале, а сам уезжает вместе с мамой. С помощью Саши пленники выбираются на волю. Заручившись поддержкой знакомого таксиста, они хотят покинуть город, но Олег решает остановить Шишкиных и уговаривает остальных помочь ему. В ходе долгой и изнурительной схватки им удаётся покончить с обоими врагами, однако дорогой ценой: Света получает тяжёлое ранение. Найдя ключ к обмену своими способностями, дед Павел Григорьевич, для спасения Светы, передаёт ей своё бессмертие, а сам становится невидимым.
В финале происходит долгожданная свадьба Олега и Светы, к которым, как и к другим Бобровым, после смерти Данилы возвращаются все их умения.

## В ролях
- Павел Деревянко — Олег
- Оксана Акиньшина — Света Боброва
- Роман Мадянов — Борис Алексеевич Бобров, глава семейства
- Владимир Толоконников — дед (Павел Григорьевич Кортуков), тесть Бориса Алексеевича
- Ирина Пегова — Рита Боброва
- Даниил Вахрушев — Толик Бобров
- Софья Мицкевич — Саша Боброва
- Елена Валюшкина — Любовь Ивановна Шишкина, мать Дани
- Роман Курцын — Даня Шишкин
- Станислав Оксаний — пограничник
- Владимир Паршенков — строитель